# Czar walca
Czar walca (niem.: Ein Walzertraum) – operetka Oscara Strausa w trzech aktach z 1906 roku. Premiera miała miejsce 2 marca 1907 roku w Wiedniu. Libretto zostało napisane przez Leopolda Jacobsona i Hansa Feliksa Dörmanna.
Utwór opowiada o księżniczce Helenie, córce i następczyni tronu księcia Flausenthurnu, która podczas pobytu w Wiedniu zakochała się w lekkoduchu, dziarskim poruczniku Niki. Pomimo dezaprobaty dworu Helena poślubia porucznika, który traktuje małżeństwo jako żart. Kiedy dociera do niego, że istotnie powierzono mu rolę księcia, potrzebnego tylko dla podtrzymania dynastii, oburzony wymyka się w noc poślubną z pałacu i idąc za dźwiękami walca, dobiegającymi z parku, bawi się całą noc z żeńską orkiestrą przybyłą z Wiednia. Biedna księżniczka szczerze zakochana w swym mężu u pełnej wdzięku Franzi, szefowej żeńskiej kapeli, pobiera nauki jak pozyskać mężowskie serce i rzeczywiście jej się to udaje. A Franzi, która zadurzyła się w poruczniku, wyjeżdża do Wiednia, bo jej orkiestra dostała wreszcie wymarzony kontrakt.

## Historia utworu
Pierwsze operetki Strausa: będąca offenbachowską parodią legend staroniemieckich Die lustigen Nibelungen (1904) i sullivanowska z ducha komedia Smok i królewna (1906) dość znacząco rozminęły się z oczekiwaniami wiedeńskiej publiczności. Nibelungowie zostali zdjęci z afisza po 25 przedstawieniach, Smok i królewna był grany przy pustej widowni. Niepowodzenia doprowadziły do rozstania się Strausa i jego dotychczasowego librecisty Fritza Olivena, przyjaciela z "Café Passage". Na okres premiery Smoka i królewny (marzec 1906) przypadł tryumf Wesołej wdówki. Straus, który był na premierze tej operetki i jako jedyny wówczas pogratulował Lehárowi napisania znakomitego utworu, pod jej wpływem postanowił zaprzestać eksperymentów i napisać klasyczną operetkę. Możliwość taką już wkrótce dał mu inny przyjaciel z "Café Passage" Leopold Jacobson (1875-1944), który przy współudziale Hansa Feliksa Dörmanna napisał libretto Czaru walca. Pomysł libretta nasunęła Jacobsonowi nowela Hansa Müllera Buch der Abenteuer, wydana w 1905 roku. Sam tekst został jednak wzbogacony przez librecistów o satyryczne portrety członków dworu cesarskiego.

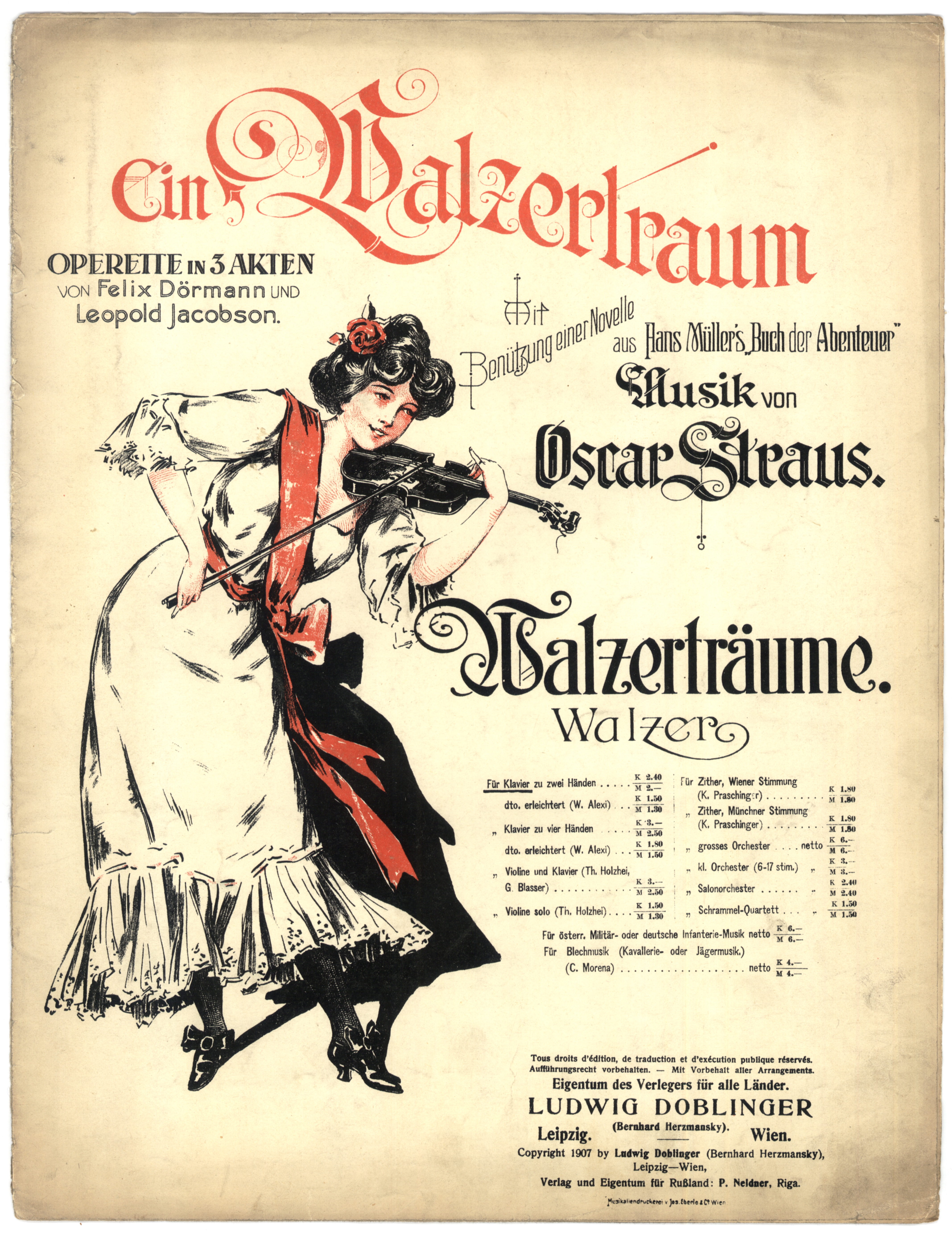
Afisz Czaru walca

Pisząc "Czar walca" – wyznał Straus po latach – czyniłem to z bezpośrednim, świadomym i szczerym zamiarem osiągnięcia światowego rekordu "Wesołej wdówki", a nawet pobicia go o ile możności. Premiera Czaru walca 2 marca 1907 roku okazała się największym sukcesem w karierze Strausa. Spektakl szedł na scenie Carl-Theater ponad 1000 wieczorów, osiągając w Wiedniu absolutny rekord. W roli Franzi największy tryumf w swej karierze święciła Mizzi Zwerenz, Karol Blasel zagrał księcia Joachima XII, a jako Niki serca wiedeńczyków podbił Fritz Werner. W następnych latach operetka była grana na większości scen europejskich odnosząc największe tryumfy w Berlinie i Paryżu. Straus stał się w wyniku odniesionego sukcesu sławny.

## Osoby
| Rola                                                          | Głos         | Aktor z premiery 2 marca 1907 |
| ------------------------------------------------------------- | ------------ | ----------------------------- |
| Joachim XIII, władca księstwa Flausenthurn                    | bas          | Karol Blasel                  |
| księżniczka Helena, jego córka                                | sopran       |                               |
| hrabia Lothar, jego kuzyn                                     | tenor        |                               |
| porucznik Niki                                                | tenor        | Fritz Werner                  |
| porucznik Monti                                               | baryton      |                               |
| Fryderyka von Istenburg, ochmistrzyni                         | kontralt     |                               |
| Wendolin, minister                                            | baryton      |                               |
| Sigismund, kamerdyner                                         | baryton      |                               |
| Franzi Steingruber, szefowa dziewczęcej orkiestry rozrywkowej | sopran       | Mizzi Zwerenz                 |
| Ania, skrzypaczka                                             | rola mówiona |                               |
| Fifi, perkusistka                                             | rola mówiona |                               |

## Treść

### Akt I
Księżniczka Helena, córka Joachima XIII, księcia Flausenthurn, wychodzi na zamku za mąż, za nieznanego dworowi mężczyznę. Poznała go podczas pobytu w Wiedniu, zakochała się w nim bez pamięci i zażyczyła sobie za męża. Przedmiot jej westchnień, austriacki porucznik Niki, biorąc jej życzenie za żart przyjeżdża do Flausenthurn, na miejscu okazuje się jednak, że księżniczka zorganizowała  prawdziwy ślub.
Ze ślubu nie jest zadowolony książę Lothar, dotychczasowy adorator Heleny, który stara się oczerniać porucznika. Najbardziej niezadowolony jest jednak sam porucznik: z tego że dał się wciągnąć w matrymonialną awanturę i porzucić ukochany Wiedeń. W dodatku okazuje się, że jego rola w księstwie ma się ograniczać do obowiązków małżeńskich, mających na celu przedłużenie dynastii. Oburzony, zwierza się swemu przyjacielowi, porucznikowi Montiemu, który przybył na ślub, że nie zamierza spełnić pokładanych w nim nadziei. Żąda osobnej sypialni, ku wielkiemu strapieniu szczerze w nim zakochanej Heleny. Noc poślubna upływa mu na rozmowie z Montim w oknie własnej sypialni. Przez otwarte okno rozmawiający słyszą naraz dźwięki walca (Posłuchaj, jak nów się kołysze). Zaintrygowany tym Niki wybiega z zamku.

### Akt II
Okazuje się, że obok restauracji parkowej, w pawilonie muzyczny koncertuje żeńska orkiestra z Wiednia, kierowana przez Franzi Steingruber. Niki z radością odnajduje bratnią duszę rodaczki, a ładna dziewczyna zawraca mu w głowie (O przemiła, o prześliczna). Jej też spodobał się przystojny porucznik. Tymczasem na poszukiwania porucznika wyruszają książę Joachim z hrabią Lotharem, a niezależnie od nich Helena z ochmistrzynią Fryderyką. Wszyscy spotykają się w pawilonie muzycznym. Joachim natychmiast podejmuje flirt z Fifi, a Lothar próbuje poderwać Franzi (Piccolo, piccolo, dzyń, dzyń, dzyń). Porucznik tłumaczy swej żonie, że sprowadziła go tutaj nie żądza przygód, ale tęsknota za rodzinnym miastem. Helena chcąc stworzyć mężowi warunki jak najbardziej przypominające ojczysty Wiedeń, naiwnie wypytuje Franzi na czym właściwie polega urok Wiednia. Franzi obiecuje jej wszystko objaśnić i pomóc w małżeńskich kłopotach. Tymczasem gra kolejnego walca, którego Niki tańczy wraz z żoną (Serce otworzył i otarł łzy). Zebrani w pawilonie goście rozpoznają w Helenie swoją księżniczkę i wiwatują na cześć książęcej pary. Franzi dopiero teraz dowiaduje się kim jest ów młody porucznik, z którym tak beztrosko flirtowała, i który tak się jej spodobał.

### Akt III
Helena zrozumiawszy, że przyczyną niechęci Nikiego do małżeństwa z nią jest tęsknota za Wiedniem, postanawia wszystko urządzić po wiedeńsku: wiedeńskie śniadania z najświeższymi wiedeńskimi gazetami, wiedeński kamerdyner, kelner z ulubionej wiedeńskiej kawiarni męża. Lothar nie ustaje w knowaniach: odkrył, że codziennie z pałacu wymyka się wiedenka Franzi. Nie wątpi, że z apartamentów Nikiego. Rzecz jednak wyjaśnia się i intryga ponosi fiasko. Franzi, która jest teraz wielką przyjaciółką Heleny, codziennie doradza jej co jeszcze należałoby przemienić, by osiągnąć w pełni wiedeński styl. Rady Franzi odnoszą skutek. Niki coraz bardziej zbliża się do Heleny, aż nadchodzi dzień, kiedy bierze ją w ramiona i o dalsze losy małżeństwa i dynastii można już być spokojnym.
Franzi jest trochę smutno, choć sama ofiarnie przyczyniła się do utraty mężczyzny, który się jej podobał. Rozumie jednak, że jej flirt z Nikim był wynikiem czaru wiedeńskiego walca i musiał się skończyć tak jak się skończył. Nie martwi się zresztą długo, bo otrzymuje wiadomość, że spełniło się jej największe marzenie. Dostała kontrakt na występy jej orkiestry w Wiedniu.

## O utworze
Libretto, z elementami satyry na dwór wiedeński, zostało bardzo dobrze przyjęte. Stronę muzyczną krytycy uznali za apoteozę wiedeńskości. Rozwodzili się nad zachwycająco delikatnymi a słodkimi walcami płynącymi z partytury, wznoszącej się niejednokrotnie ku najwyższym lotom i przeplecionej żartobliwymi i parodystycznymi arabeskami. Podkreślano wytworność muzyki mimo pojawiającej się sporadycznie nuty sentymentalizmu, wyrazistość i liryzm, pozbawiony ckliwości.  Muzyka - brzmiała konkluzja - szukała celu wyznaczonego nazwiskiem kompozytora - lecz zwie się on Oscar Straus, a nie Jan Strauss. Obecnie aluzje libretta są już nieczytelne, natomiast muzyka zachowała swą urodę, jednej z najświetniejszych partytur okresu tzw. tanecznej operetki wiedeńskiej.
Najpopularniejsze melodie operetki to dwa walce: Posłuchaj jak nów się kołysze i tytułowy Czar walca (Serce otworzył i otarł łzy) oraz duet Franzi i Nikiego O przemiła, o prześliczna i duet Franzi i Lothara Piccolo, piccolo, dzyń, dzyń, dzyń. O czterdziestu taktach Posłuchaj jak nów się kołysze Hermann Bahr powiedział: Słysząc je kocha się Wiedeń bardziej niż kiedykolwiek.
Pewna dziennikarka z Hollywood zapytała kiedyś Strausa: Gdyby mógł pan raz jeszcze przeżyć jakąś chwilę swego życia Mr.Straus, którą by pan wybrał? Straus odparł bez wahania: Premierę "Czaru walca"! Nigdy przedtem i nigdy już później nie rozbłysło mi tak wspaniale słońce na niebie, nie byłem w tak podniosłym nastroju - tak szalenie szczęśliwy!.